# Natalija Lupuová
Natalija Oleksijevna Lupuová (ukrajinsky: Наталія Олексієвна Лупу; * 4. listopadu 1987 Maršynci, Černovická oblast, Ukrajinská SSR) je ukrajinská atletka, běžkyně, jejíž hlavní disciplínou je běh na 800 metrů. Na této trati vybojovala na halovém MS v Istanbulu v roce 2012 stříbrnou medaili. O rok později se stala v Göteborgu halovou mistryní Evropy.

## Osobní rekordy
- hala – 1:59,67 – 11. března 2012, Istanbul
- dráha – 1:58,46 – 14. června 2012, Jalta